# Château des Moines
Situé sur la commune de Cruas, dans le département de l'Ardèche, le château en ruines dit « château des Moines » est un édifice abbatial fortifié qui servit de refuge aux religieux pendant les périodes de trouble jusqu'au XVIIe siècle.

## Situation
La ville de Cruas est située en plein cœur de l'Ardèche, au bord du Rhône. C'est en 804 qu'une abbaye fut fondée par des moines bénédictins[source insuffisante]. Le château a été construit quelques siècles plus tard sur une colline dominant le village médiéval maintenant abandonné, qui est en cours de restauration[réf. souhaitée].

## Historique
Les moines décidèrent dès le XIe siècle de construire une chapelle annexe en raison des dégâts engendrés par les débordements du torrent le Crûle qui inondaient l'église de boue et de graviers. Au XIIe siècle, un petit oratoire est construit. Les moines allèrent finalement s'établir en haut de la colline au XIIIe siècle : c'est à ce moment que les remparts sont édifiés pour protéger le village. Les murs de la chapelle furent surélevés au XIVe siècle. De nouvelles extensions sont réalisées au cours des siècles qui suivent et les remparts sont déplacés[source insuffisante]. Aux catastrophes naturelles s'ajouta la guerre civile à la fin du XVe siècle qui incita les moines à se protéger.
L'ensemble du domaine se compose du château, de sa chapelle inférieure, avec l'aile abritant la petite chapelle, la courtine du front nord, et la tour carrée : ils font l’objet d’un classement au titre des monuments historiques depuis le 3 septembre 1912. C'est en 1741 que l'évêque de Viviers décida par ordonnance de supprimer le monastère.

### Le château
Au Moyen Âge, le château abbatial constituait une puissante forteresse. Il a toujours été habité par des moines.

### La Chapelle
Un petit oratoire rectangulaire a été construit à la fin du XIIe siècle et servait de chapelle privée à l'abbé. La grande chapelle romane, édifiée à la même époque que l'abbatiale, a été transformée au XIVe siècle en un donjon avec notamment la construction de tourelles d'angle, de bretèches et de mâchicoulis. Il a également un chemin de ronde, avec des archères et des créneaux. Cette construction a permis aux religieux de se défendre pendant les guerres de Religion, comme en 1574 et en 1585 contre les huguenots qui s'étaient emparés de toutes les places voisines. Plus tard, en 1628, ils réussirent à tenir le siège contre les attaques protestantes de Rohan. À la fin des guerres de religion, seulement six moines vivent sur le site médiéval.
La Chapelle est éclairée par deux fenêtres aux extrémités Est et Ouest. L'extérieur, endommagé, est agrémenté de bandes lombardes. On voit encore la trace des contreforts.

### Le bâtiment des religieux
Les religieux vivaient dans un bâtiment de deux étages situé au Sud de la chapelle.

## Architecture
L'édifice a pour base une grande chapelle romane, qui sera, au XIIe siècle, flanquée au Sud d'un petit oratoire rectangulaire voûté dont l'abside en demi-cercle sera englobé dans le corps de logis. Ce bâtiment perpendiculaire, édifié au Sud de la chapelle et comportant deux étages de salles voûtées, servait de logement aux religieux. La chapelle sera transformée au XIVe siècle en un donjon : les murs sont surélevés et, supportent, désormais, trois tourelles d'angle pourvues de bretèches et liées par des arc-mâchicoulis en tiers-point. Un chemin de ronde avec meurtrières et créneaux est également ajouté à la construction.

## Programme de réhabilitation sur 25-30 ans
La municipalité, propriétaire du site médiéval depuis plusieurs années, a entrepris un programme de rénovation et de réhabilitation du village prévu de durer de 25 à 30 années. Le projet comprend notamment des logements qui pourront être loués à l'année ou pendant l'été ainsi que des maisons pour les commerçants. Le programme fait également participer les écoles de la commune (confection de costumes, recherches historiques).

## Visites abbatiales
L'Office de tourisme organise des visites toute l'année.